# Championnat de France masculin de water-polo 2023-2024
Navigation
Édition précédente Édition suivante
Le Championnat de France de water-polo Elite 2023-2024 est une compétition organisée par la Fédération française de natation (125e édition du championnat de France de water-polo).
Dix équipes s'opposent en une série de 18 journées pour le compte de la phase régulière. En fonction de leur classement, les clubs disputeront soit les playoffs, soit la finale pour la 5e place, soit les playdowns.

## Équipes participantes
| \| Pays d'Aix Natation CN Marseille Sète NEDD Montpellier WP Nice CN Noisy-le-Sec Stade de Reims Strasbourg EN Tourcoing Taverny SN 95 \| Localisation des clubs engagés dans le championnat de France Elite. |
| Pays d'Aix Natation CN Marseille Sète NEDD Montpellier WP Nice CN Noisy-le-Sec Stade de Reims Strasbourg EN Tourcoing Taverny SN 95                                                                           |

| Club                         | Classement 2022-2023 | Entraîneur              | Président             | Piscine                       | Taille bassin | Capacité théorique | Ville           |
| ---------------------------- | -------------------- | ----------------------- | --------------------- | ----------------------------- | ------------- | ------------------ | --------------- |
| CN Marseille                 | 1er                  | Miloš Šćepanović        | Paul Leccia           | Bassin Pierre Garsau          | 50 m          | 1 200              | Marseille       |
| CN Noisy-le-Sec              | 2e                   | Milo Zmukic             | Julie Eissen          | Stade nautique Maurice Thorez | 50 m          | 1 000              | Montreuil       |
| EN Tourcoing Lille Métropole | 3e                   | Jonathan Ghesquiere     | Serge Criquet         | Tourcoing les Bains           |               |                    | Tourcoing       |
| Team Strasbourg              | 4e                   | Igor Racunica           | Roland Schmitt        | Piscine de la Kibitzenau      | 50 m          |                    | Strasbourg      |
| Sète Natation EDD            | 5e                   | Olivier Chandieu[Qui ?] | Jacky Vayeur          | Piscine olympique d'Antigone  | 50 m          | 2 000              | Sète            |
| Pays d'Aix Natation          | 6e                   | Alexandre Donsimoni     | Virginie Dedieu       | Piscine Yves-Blanc            | 50 m          | 1 200              | Aix en Provence |
| Montpellier WP               | 7e                   | Fabien Vasseur          | Christophe Spilliaert | Piscine olympique d'Antigone  | 50 m          | 2 000              | Montpellier     |
| Stade de Reims Natation      | 8e                   | Franck Missy            | -                     | Complexe aquatique de Reims   | 50 m          |                    | Reims           |
| O. Nice Natation             | 9e                   | Samuel Nardon           | Jean Monnot           | Piscine Jean-Bouin            | 50 m          |                    | Nice            |
| Taverny SN 95                | 1er (N1)             |                         |                       | Piscine municipale de Taverny |               |                    | Taverny         |

## Saison régulière
Le classement est calculé avec le barème de points suivant :
- la victoire vaut trois points,
- la défaite vaut zéro point,
- la victoire aux tirs au but vaut deux points,
- la défaite aux tirs au but vaut un point,
- la défaite vaut zéro point.

En cas de match nul, à la fin du temps réglementaire, une séance de tirs au but désigne le vainqueur du match.
À la mi-saison, les huit équipes les mieux classées se qualifient pour le Trophée Pierre Garsau (Coupe de France masculine de water-polo). Le club hôte de la compétition est qualifié automatiquement. Si celui-ci n'est pas dans le top 8 à la mi-saison, les sept meilleures équipes au classement se qualifient.
Au terme de la phase régulière, les équipes à égalité sont départagées d'après le score cumulé de leurs deux matches. Si nécessaire, les scores cumulés puis le nombre de buts inscrits face à chacune des autres équipes, selon leur classement, seront utilisés, voire une séance de tirs au but dans les cas ultimes.